# John Major

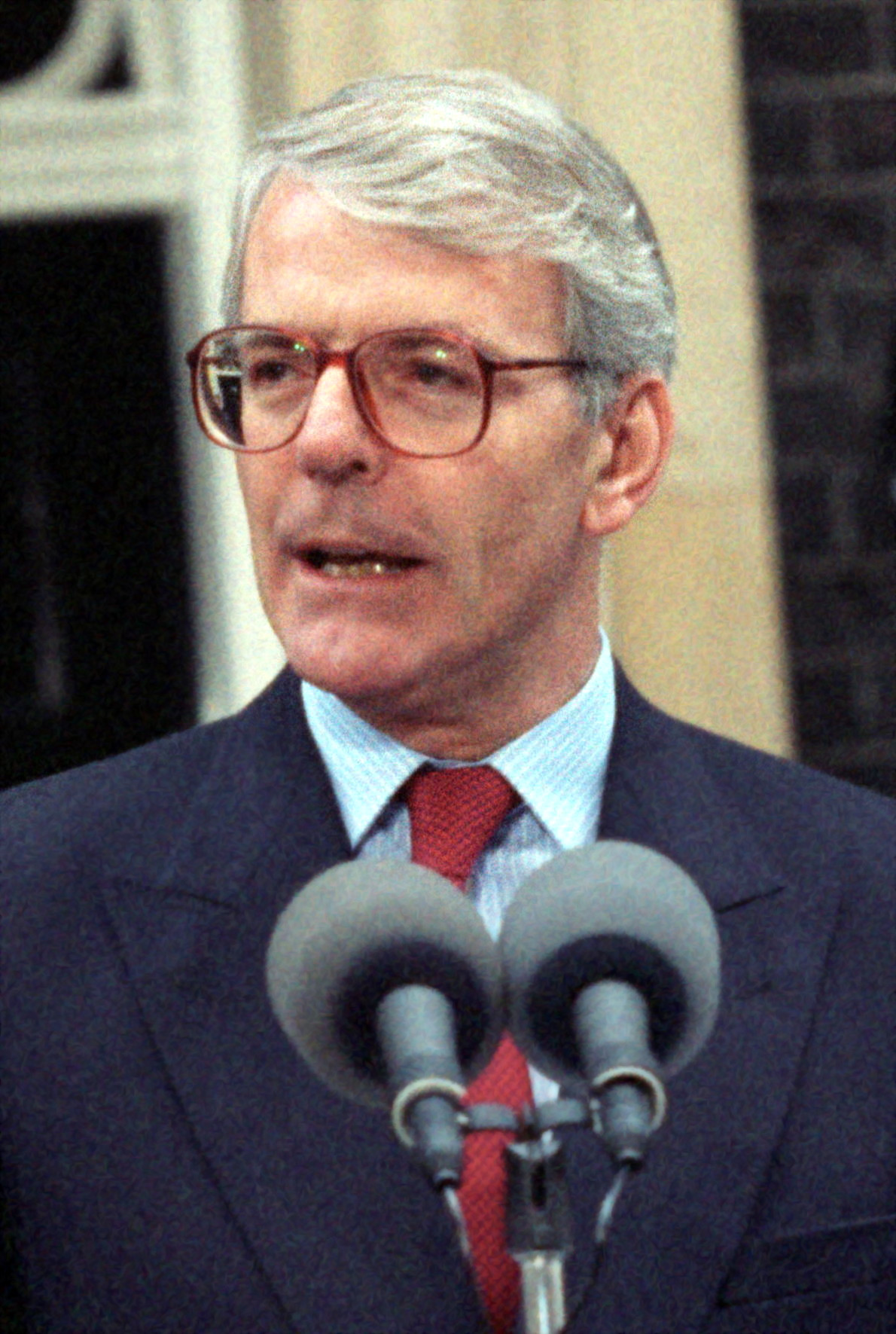
John Major (1995)

Sir John Major, KG, CH, PC (* 29. März 1943 in London) ist ein britischer Politiker und Angehöriger der Konservativen Partei. Vom 28. November 1990 bis 2. Mai 1997 war er als Nachfolger von Margaret Thatcher Premierminister des Vereinigten Königreichs.

## Leben

### Herkunft, Ausbildung und politischer Aufstieg
Von der Herkunft und Ausbildung her unterschied sich John Major deutlich von anderen konservativen Premierministern des Vereinigten Königreichs im 20. Jahrhundert, die oft aus gutsituierten, großbürgerlichen oder adeligen Elternhäusern stammten. Major stammte dagegen aus „kleinen Verhältnissen“. Er wuchs zuerst im gut situierten Londoner Vorort Sutton auf. Sein Vater Tom Pascal Hubert Major-Ball hatte die Mutter Gwen, geb. Coates, zwei Jahre zuvor in zweiter Ehe geheiratet und war bei seiner Geburt bereits 62 Jahre alt. Der Vater hatte eine schillernde Biografie. Er hatte unter anderem als Trapez-Artist im Zirkus, als Gartenzwerg-Hersteller, Unterhaltungsmusiker, professioneller Baseball-Spieler und zeitweilig Offizier der uruguayischen Armee gearbeitet. Später erfuhr Major, dass er noch einen mehr als 30 Jahre älteren Halbbruder und eine 20 Jahre ältere Halbschwester hatte, die aus den zahlreichen Affären seines Vaters stammten. Die Familie musste nach dem Konkurs des Vaters in das viel ärmere Viertel Brixton, Lambeth umziehen. 
Mit 16 Jahren verließ Major die Schule mit miserablen Abschlussnoten und der Beurteilung “too cheeky, not much enthusiasm” („zu vorlaut, nicht viel Enthusiasmus“). Major bedauerte später sehr, „aufgrund schierer Faulheit und Desinteresses“ die großen Hoffnungen und Erwartungen seiner Eltern derart enttäuscht zu haben. Er habe einen Widerwillen gegen die Schule gehabt, der dazu geführt habe, dass er geradezu entschlossen gewesen sei, dort zu scheitern. Ungeachtet der schlechten Schulleistungen wurde Major im Rückblick durch seine Jugendfreunde als sehr aufgeweckt und intelligent sowie schon frühzeitig politisch interessiert beschrieben. Nach dem Schulabgang bewarb er sich zunächst erfolglos als Busfahrer. Nach ersten Karriereschritten als Versicherungskaufmann und Hersteller von Gartenschmuck (zusammen mit seinem Bruder Terry Major-Ball) wurde er von der Standard Chartered Bank eingestellt. Dort arbeitete er sich stetig nach oben und fungierte u. a. als Assistent des Vorstandsvorsitzenden.
Majors politische Karriere begann schon mit 21 Jahren. Er ließ sich 1964 in Brixton als Kandidat der Konservativen Partei für die Lokalverwaltung aufstellen. 1968 wurde er schließlich gewählt. Dies galt insofern als sehr überraschend, weil Brixton traditionell eine Hochburg der progressiven Labour Party war. Allerdings verlor er seinen Sitz 1971 wieder. 1974 kandidierte er als Unterhausabgeordneter für den Londoner Wahlkreis St. Pancras, unterlag jedoch dem Labour-Kandidaten. Bei den Wahlen 1979 wurde er als Abgeordneter des Wahlkreises Huntingdon ins Unterhaus gewählt. 1985 wurde er zum Unterstaatssekretär im Ministerium für Sozialversicherungen ernannt, ein Jahr später zum Minister. 1986 wurde er zum Vize-Schatzkanzler (Chief Secretary to the Treasury) und 1989 zum Außenminister ernannt. Drei Monate später wurde er Schatzkanzler. Seine außerordentlich schnelle Karriere und seinen Aufstieg im Kabinett verdankte er vor allem der Förderung durch Premierministerin Margaret Thatcher, als deren Protegé er galt.
1970 heiratete er Norma Johnson, eine Lehrerin. Aus der Ehe gingen zwei Kinder hervor.

### Premierminister 1990 bis 1997

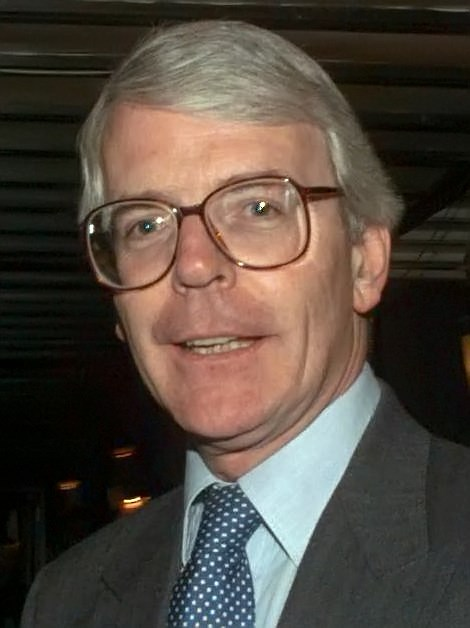
John Major als Premierminister (1996)

Nachdem Thatcher nach einem parteiinternen Machtkampf zurückgetreten war, wurde Major zum neuen Parteiführer der Konservativen Partei gewählt. Er setzte sich dabei gegen seine innerparteilichen Kontrahenten Michael Heseltine, der die Parteirebellion gegen Thatcher angeführt hatte, und Douglas Hurd mit 184:131:56 Stimmen auf dem Parteitag der Konservativen durch. Gleichzeitig wurde er Premierminister; dieses Amt trat er am 28. November 1990 an. Seine erste wichtige Tätigkeit bestand in der Teilnahme am Zweiten Golfkrieg zur Befreiung Kuwaits von irakischen Truppen (Januar bis Februar 1991). Das Vereinigte Königreich entsandte 53.462 Soldaten. In diese Zeit fällt auch ein Granatenangriff auf die britische Regierung durch die IRA.
Im März 1991 kündigte Major ein „neues Kapitel“ britischer Europapolitik an. Er wünsche, das Inselreich dort zu sehen, „wohin wir gehören“, nämlich „zum Herzen Europas“. Dies war der offene Bruch mit der Anti-EG-Politik seiner politischen Ziehmutter Thatcher. Der Premierminister habe einen „Schlußstrich gezogen unter die vom Zweiten Weltkrieg gezeichnete ganze Thatcher-Generation“, urteilte der Londoner Evening Standard. Thatcher, die sich zunächst Hoffnungen gemacht hatte, unter der Regierung ihres vermeintlichen Zöglings Major das Land aus dem Hintergrund „vom Rücksitz aus“ zu steuern (“I am a very good back-seat driver”), entwickelte sich in der Folgezeit zu einer von Majors deutlichsten Kritikern. Sie musste erkennen, dass ihr politischer Zögling in vielen Punkten, insbesondere der Europapolitik und der Sozialpolitik, andere Ansichten als sie selbst hatte und eine andere Politik verfolgte. Major war tatsächlich kein Vertreter der Ideologie des Thatcherismus, sondern verstand sich als sozialer, verhältnismäßig europafreundlicher Konservativer. Thatchers Urteil über ihren Nachfolger wurde in der Presse kolportiert: “He is gray. He has no ideas. I have been totally deceived.” („Er ist grau. Er hat keine Ideen. Ich wurde völlig betrogen.“)
Während seiner ersten Amtsperiode erlebte Großbritannien eine wirtschaftliche Rezession. Die meisten politischen Beobachter erwarteten, dass er bei den Unterhauswahlen im April 1992 gegen die Labour Party unter Neil Kinnock verlieren würde. Nicht zuletzt durch einen volksnah und engagiert geführten Wahlkampf konnte er den Konservativen jedoch eine hauchdünne Mehrheit sichern. Der Wahlsieg wurde als persönliche Leistung Majors angesehen.
Nach der knapp gewonnenen Wahl wurde die Regierung wegen offen ausgebrochener Richtungskämpfe in der Konservativen Partei immer weniger handlungsfähig. Vor allem die Euroskeptiker bereiteten dem pro-europäisch eingestellten Major immer mehr Probleme. Einen schweren Ansehensverlust erlitt die Regierung durch die Ereignisse des Schwarzen Mittwochs am 16. September 1992, als die Regierung gegen ihr erklärtes Ziel, den Pfund-Kurs stabil zu halten, diesen aufgrund massiver Spekulation abwerten musste. Nachdem am 22. Juni 1993 die erste Abstimmung über den Maastrichter Vertrag wegen einiger konservativer Abweichler gescheitert war, ordnete Major für den darauf folgenden Tag eine zweite Abstimmung an und verknüpfte diese mit der Vertrauensfrage. Major gewann zwar mit sehr knapper Mehrheit von 319:316, doch war seine Autorität weiter beschädigt.

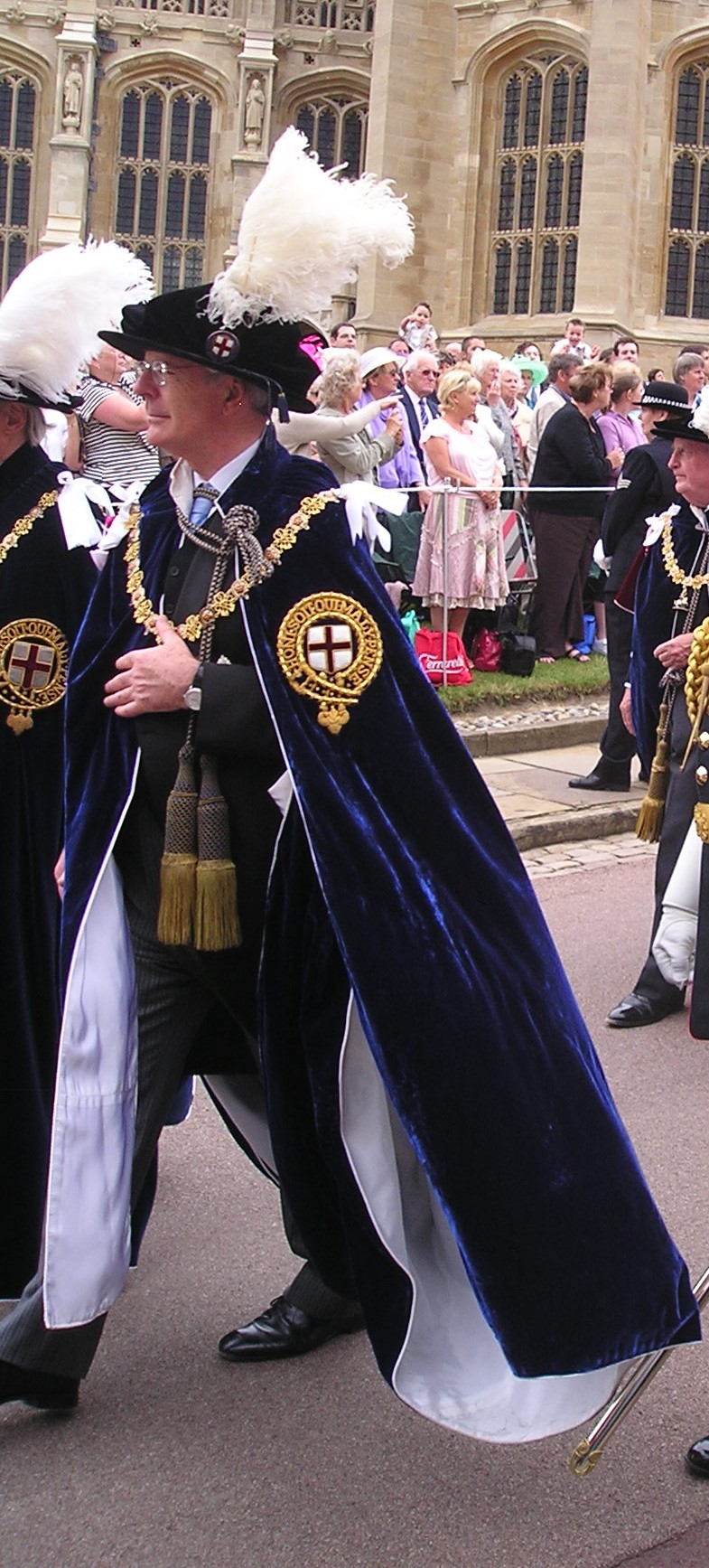
John Major in der Robe eines Ritters des Hosenbandordens

Die Kritik an seiner Amtsführung nahm immer mehr zu. 1995 fürchtete Major, er könnte als Parteichef abgesetzt werden. Er trat von diesem Posten zurück, um sich dann wieder wählen zu lassen. Doch obwohl er eine klare Mehrheit erhielt, konnte er seine Autorität nicht wiederherstellen. Nach verschiedenen erfolglosen Nachwahlen verloren die Konservativen im Dezember 1996 die absolute Mehrheit. Für den Rest der Legislaturperiode war Majors Regierung auf die Stimmen der nordirischen Unionisten angewiesen.

### Zeit nach 1997
Bei den Wahlen 1997 erlitten die Konservativen gegenüber der Labour Party eine verheerende Niederlage und Major musste am 2. Mai 1997 das Amt des Premierministers an Tony Blair übergeben. Major behielt zwar seinen Parlamentssitz, war aber nur noch selten im Unterhaus anwesend und hielt sich meist in den hinteren Rängen auf. Zwischen Mai und Juni 1997 fungierte Major als Interims-Oppositionsführer gegen Blair, bis die Konservative Partei William Hague als Nachfolger wählte. Vor den Unterhauswahlen 2001 trat Major als Abgeordneter zurück. Schon seit 1998 war er Mitglied des europäischen Verwaltungsrates der Carlyle Group und wurde im Mai 2001 zum Vorsitzenden von Carlyle Europe ernannt. Im August 2004 trat er zurück.
2005 wurde Major, wie die meisten ehemaligen Premierminister, als Knight Companion des Hosenbandordens zum Ritter geschlagen und erhielt dadurch den Namenszusatz „Sir“. Im Gegensatz zu seiner Vorgängerin Thatcher verzichtete Major bislang auf die Peerswürde, die traditionell den ehemaligen Premierministern angeboten wird; damit verzichtete er auch auf einen Sitz im Oberhaus.
Im Wahlkampf vor der Unterhauswahl 2015 meldete er sich zu Wort und warnte eindringlich vor der Möglichkeit einer Labour-Minderheitsregierung, die auf die Unterstützung der Scottish National Party (SNP) angewiesen wäre. In einer solchen Situation sei Labour täglichen Erpressungen ausgeliefert und gezwungen, sich immer weiter politisch nach links zu bewegen. Eine solche Situation bedeute „das Chaos“ (mayhem).
In einem Interview mit der BBC am 16. November 2014 sprach sich Major engagiert für einen Verbleib des Vereinigten Königreichs in der Europäischen Union aus. Er warnte vor einem politischen und wirtschaftlichen Bedeutungsverlust Großbritanniens bei einem Austritt. Die britische Politik müsse stattdessen Verbündete in Europa suchen, um ihre Vorstellungen in die Realität umzusetzen. In Europa müsse auch wieder das Prinzip der Subsidiarität gelten, das im Vertrag von Maastricht festgeschrieben sei. Die UK Independence Party (UKIP) stehe nur für Negativität und nicht für positive Werte. Einige Wochen vor der Abstimmung über den eventuellen Austritt des Vereinigten Königreichs aus der EU warb er in einer Rede vor dem Oxford-Union-Debattierclub am 13. Mai 2016 engagiert für die weitere EU-Mitgliedschaft Großbritanniens. Am 5. Juni 2016 meldete er sich erneut öffentlichkeitswirksam zu Wort und warf den Befürwortern eines „Brexits“ vor, mit falschen Zahlen zu argumentieren. Die Zahlungen des Vereinigten Königreichs an die EU seien nicht annähernd so hoch wie von diesen behauptet. Die Kampagne sei daher „betrügerisch“ (deceitful). Er äußerte sich besonders verärgert über die Vorstellungen der Brexit-Befürworter hinsichtlich der Eindämmung der Einwanderung, die er als „hochgradigen Unsinn“ (nonsense on stilts) bezeichnete. Nach dem Referendum, in dem sich eine knappe Mehrheit für den EU-Austritt ausgesprochen hatte, wurden Stimmen laut, die ein neues Referendum forderten. In einer Rede am 24. November 2016 forderte er, dass auch die 48 %, die sich im Referendum gegen den Austritt ausgesprochen hätten, gehört werden müssten. Ein zweites Referendum sei denkbar, wenn die Mehrheit der Bevölkerung eindeutig ihre Meinung ändere. 2019 distanzierte er sich entschieden von der Politik des amtierenden Premierministers Boris Johnson und forderte das Parlament auf, gegen dessen radikale Rhetorik zu einer gemäßigten und versöhnlichen Haltung zurückzukehren und eine Verhandlungslösung mit der EU für den Brexit zu erwirken.

## Auszeichnungen
- 2012: Großer Orden der Aufgehenden Sonne am Band (Japan)[16]